# 沙索尔
沙索尔（法語：Chassors，法語發音：[ʃasɔʁ]）是法国夏朗德省的一个市镇，属于干邑区。

## 地理
沙索尔（45°42'40"N, 0°12'11"W）面积13.21 平方千米，位于法国新阿基坦大区夏朗德省，该省份为法国西部内陆省份，北起德塞夫勒省和维埃纳省，东临上维埃纳省，东南至多尔多涅省，南至多爾多涅省，西接滨海夏朗德省。
与沙索尔接壤的市镇（或旧市镇、城区）包括：雅纳克、瑞列讷、莱梅泰里、内尔西亚克、雷帕尔萨克、锡戈涅。

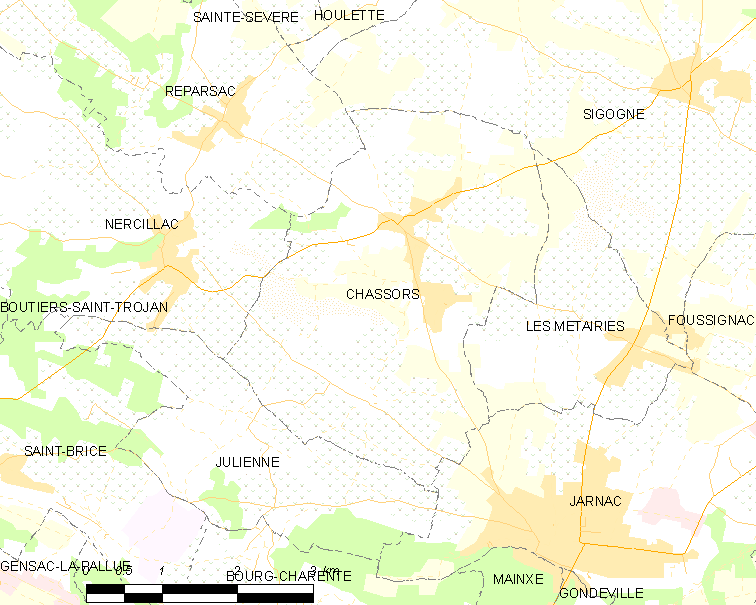
沙索尔的OSM定位图

沙索尔的时区为UTC+01:00、UTC+02:00（夏令时）。

## 行政
沙索尔的邮政编码为16200，INSEE市镇编码为16088。

## 政治
沙索尔所属的省级选区为雅纳克县。

## 人口

1962-2008年间沙索尔人口变化图示

沙索尔于2022年1月1日时的人口数量为1103人。